# Тюпа, Валерий Игоревич
Вале́рий И́горевич Тюпа (род. 26 октября 1945, село Клещинцы, Полтавская область, УССР) — советский и российский литературовед, доктор филологических наук (1990), профессор РГГУ.

## Биография
Окончил среднюю школу в г. Лубны Полтавской обл (Украина). В 1969 году окончил филологический факультет Московского университета, в 1972 году — аспирантуру там же. Своим университетским учителем считает В. Е. Хализева, а также А. А. Федорова, увлекшего учением Тейяра де Шардена об эволюционирующей ноосфере. В первые годы учёбы испытывал влияние работ Ю. М. Лотмана, позднее и до сего времени — М. М. Бахтина.
В 1974 году защитил кандидатскую диссертацию о соотношении имманентности и каузальности литературного процесса (под руководством Г. Н. Поспелова).
В 1979—1980 годах стажировался в Сорбонне под руководством Ю. Кристевой; в Коллеж де Франс слушал последний (незавершившийся) лекционный курс Р. Барта; посещал семинары Альгирдаса Греймаса.
В 1990 году защитил докторскую диссертацию о категории художественности литературного произведения; в 1992 году присвоено ученое звание профессора.

## Научная деятельность
Преподавал в университетах Самары (Куйбышева), Львова, Кемерова (с 1976), где в 1980 году открыл кафедру теории литературы. Вместе с Н. Д. Тамарченко, С. Н. Бройтманом, М. Н. Дарвиным, С. П. Лавлинским, М. Ю. Лучниковым, Л. Ю. Фуксоном входил в т. н. кемеровскую школу поэтики.
С 1989 года заведовал кафедрой теории литературы Новосибирского педагогического университета; с 1995 года — главный научный сотрудник сектора литературоведения Института филологии Сибирского отделения Российской академии наук.
С сентября 1998 года является профессором Института филологии и истории Российского государственного гуманитарного университета, с февраля 1999 года заведует кафедрой теоретической и исторической поэтики РГГУ, с 2014 года — заслуженный профессор РГГУ.
Член Учёного совета РГГУ, председатель диссертационного совета по филологическим наукам при РГГУ. Научный консультант нескольких докторских диссертаций, научный руководитель многих кандидатских диссертаций.
В 1993—1995 годах работал в должности профессора Университета в Быдгоще (Польша); в летнем семестре 2000 года — приглашённый профессор в университете г. Констанц (Германия). Читал лекции в Японии, Вьетнаме, Южной Корее.

## Научные интересы
Область научных интересов В. И. Тюпы охватывает теорию литературы (детально разработаны и введены в научный обиход и вузовское преподавание категории «модусов художественности» и «парадигм художественности»), анализ художественного текста (и шире — дискурсный анализ), пушкинистику, чеховедение, эстетику, семиотику, риторику, компаративистику (концепция стадиального развития культурообразующего менталитета), коммуникативистику (теория коммуникативного события и концепция четырёх дискурсных формаций), технологию литературного образования (в 1990-е годах работу в вузе совмещал с работой в школе и обучением учителей), в последнее время увлечен проектом исторической нарратологии.
Инициатор и главный редактор научного альманаха «Дискурс» (Новосибирск-Москва, 1996—2007); главный редактор журнала Новый филологический вестник"; соредактор (совместно с Вольфом Шмидом) международного русскоязычного электронного журнала «Narratorium»; член редакционных коллегий ещё нескольких научных журналов; ответственный редактор 17 коллективных изданий; участник международного проекта «Live Handbook of Narratology». Организатор и участник многочисленных международных научных конференций, в частности, руководитель Нарратологической секции ежегодных Белых чтений (РГГУ).

## Основные работы
Автор более 480 научных публикаций (более 30 на иностранных языках), в том числе 27 книг.
- Художественность литературного произведения. Красноярск, 1987.
- Художественность чеховского рассказа. М.: Высшая школа, 1989.
- Постсимволизм: Теоретические очерки русской поэзии XX века. Самара, 1998.
- The Architectonics of Aesthetic Discourse // The Contexts of Bakhtin. Amsterdam, 1998.
- Аналитика художественного. М.: Лабиринт, 2001.
- Циклизация в творчестве Пушкина. Новосибирск: Наука, 2001 — в соавторстве с М. Н. Дарвиным
- Нарратология как аналитика повествовательного дискурса («Архиерей» Чехова). Тверь, 2001.
- Литература как род деятельности: теория художественного дискурса // Теория литературы: В 2 тт. / под ред. Н. Д. Тамарченко. Учебное пособие для вузов. М.: Academia, 2004. Т.1.
- The Mythologeme of Siberia: On the Concept of a Siberian Motif in Russian Literature // Orbis Litterarum. Vol. 61, # 6. Blackwell Publishing, 2006. P. 443—460.
- Анализ художественного текста. Учебное пособие для вузов. М.: Academia, 2006.
- «Dialog of Agreement» as Mikhail Bakhtin’s Neo-rhetoric Project // Russian Journal of Communication. V. 1, # 3. Eastern Washington University, 2008. P. 323—330
- Mitho-tectonics of the Petersburgian hipertext of russian literature // Russian Literature. Volum LXII. Amsterdam, 2007. P. 99-112.
- Литература и ментальность. М. Вест-Консалтинг, 2009.
- Communicative Strategy of the Anekdot and the Genesis of Literary Genres // Russian Journal of Communication. Vol. 2, # 3/4. Eastern Washington University, 2009. P. 161—170.
- Дискурсные формации: Очерки по компаративной риторике. М.: Языки славянской культуры, 2010.
- Теория литературных жанров. Учебное пособие для вузов / под ред. Н. Д. Тамарченко. М.: Академия, 2011, 2012 — в соавторстве с М. Н. Дарвиным, Д. М. Магомедовой, Н. Д. Тамарченко.
- Doctor Zhivago: Composition and Architectonics // Russian Studies in Literature. Vol. 48, # 2. NY, 2012. P. 20-43
- Дискурс / Жанр. М.: Intrada, 2013.
- Historische Poetik als russische Variante der Komparatistik // Die russische Schule der Historische Poetik. Munchen: Wilhelm Fink Verlag, 2013. S. 129—140.
- Narrative Strategies // Handbook of Narratology. 2nd edit. Vol. 2 Berlin/Boston: Walter de Gruyter, 2014. P. 564—574
- Поэтика «Доктора Живаго» в нарратологическом прочтении. Коллективная монография / под ред. В. И. Тюпы. М.: Intrada, 2014.
- Введение в сравнительную нарратологию. М.: Intrada, 2016. 145 c.
- Художественный дискурс. Аналитика художественного. Peking university press, 2016. 376 с. – на китайском языке.
- Лекции по неклассической нарратологии / Wykłady z nieklasycznej narratologii. Toruń, 2018. 193 c.
- La crise de la discursivité dans la poésie d'avant-gard (l’expérience d’Eluard) // Новый филологический вестник. № 2 (49). М., 2019. С. 44-50
- «Теория литературы Два» как гуманитарная угроза // Вопросы литературы, № 1, 2019. С. 52-66
- Красота прозы. СПб.: Росток,2020. 336 с.
- Wprowadzenie do narratologii porównawczej. Kraków: Petrus, 2021. 180 s. - на польском языке.
- Горизонты исторической нарратологии. СПб.: Алетейя, 2021. 270 с.
- Тезаурус исторической нарратологии (на материале русской литературы): экспериментальный словарь / под ред. В. И. Тюпы. М.: Эдитус, 2022. 316 с.
- 话语/体裁 [Дискурс / Жанр]. Beijing, 2023. 255 с. – на китайском языке
- Теория литературы: Учебник. М.: РГГУ, 2024. 254 с.